# Mohylów Podolski (stacja kolejowa)
Mohylów Podolski (ukr. Могилів-Подільський, ros. Могилёв-Подольский) – stacja kolejowa w miejscowości Mohylów Podolski, w rejonie mohylowskim, w obwodzie winnickim, na Ukrainie.
Jest to ukraińska stacja graniczna na granicy z Mołdawią. Stacją graniczną po stronie mołdawskiej jest Vălcineț.

## Historia
Stacja powstała w 1892 na linii ze Żmerynki do Oknicy i przejścia granicznego z Austro-Węgrami w Nowosielicy, pomiędzy stacjami Sulatyckaja i Wołcziniec.